# Материальная культура
Материа́льная культу́ра — это орудия труда, жильё, хозяйственные постройки, оружие, одежда, окружения, а также культурные растения и домашние животные, что были созданы и/или приобретены определённой культурой народа.

## Общая характеристика
Под материальной культурой понимают совокупность предметов, устройств, сооружений, то есть искусственно сотворенный человеком предметный мир. Иногда его называют «Второй природой».
Выделяют:
- продуктивно-предметную составляющую материальной культуры, или, собственно, артефакты — искусственно созданные человеком и используемые им природные объекты;
- технологическую составляющую материальной культуры — процессы, средства и способы создания и использования предметного мира.

Кроме того, выделяют техническую культуру создателей и потребителей предметного мира — это субъективная сторона материальной культуры.
Материальная культура рассматривается на разных уровнях: от единичных предметов, процессов и людей до глобальных цивилизаций.

## Описание и особенности
Описание материальной культуры народа должно отражать её особенности в следующих аспектах:
1. в диахронии от древнейших времен до современности;
2. в разных этнографических районах и у локальных групп населения;
3. у разных отраслей материальной культуры;
4. у различных социальных слоев населения;
5. во взаимосвязях с культурой других народов и тому подобное.

## Материальная культура в музыке
Материальная культура в музыке — это совокупность материальных предметов, связанных с исполнением музыки: музыкальные инструменты, ноты и т. п.